# 魔王のアクジ
魔王のアクジ（まおうのアクジ）は、2002年から2015年にかけてフリーウェアとして公開されていたBuster制作のアクションゲーム。
ふりーむが主催した「FREE GAME AWARDS 2003」では読者投票によって本作が入賞しており、ベクターにおける2004年のWindows用ソフトダウンロード数ランキングでは70位となっている。また大創産業の「ザ・ゲームシリーズ」（57）として、ステージやボスキャラクターを追加したバージョンが販売されていた。

## 概要
魔力を奪われて迷宮に閉じ込められた魔王アクジを主人公とするアクションゲームであり、アクジが奪われた力を取り戻して「ゆうしゃ」に復讐するというストーリーになっている。アクジの力が封印された石を手に入れることによって、アクジはその能力を取り戻し使用できるようになる。
製作者であるBusterは、制作していたアクションRPGの開発が滞っていた際に気分転換としてボリュームの小さなゲームを作ろうと考え、それがきっかけで本作ができたと述べている。また『テックウィン』への掲載が決まっていたことから自身の仕事との両立が大変であったが、本作が「社会人になってもある程度のボリュームのあるゲームが作れる」という自信に繋がったとも述べている。
なおBusterによる作品としては、ログインソフトウェアコンテスト入賞作『エレメンタルサーガ』（1992年）のほか、アクションRPG『楽園のがーでぃあん』（2005年）やアクションゲーム『迷宮城ハイドラ』（2011年）が知られている。

## 評価
Yahoo! BBの「ブロ番ガイド」では、「主人公のパワーアップに合わせて徐々に難易度が高くなる、絶妙なゲームバランスが見事」と評されている。
ベクターの「新着ソフトレビュー」では、「ゲームシステム、キャラクタや背景のデザイン、ストーリーなど、どこをとっても文句なしのすばらしいアクションゲーム」と評価されており、「なかでもゲームバランスはとても優れている」と評されている。「新着ソフトレビュー執筆者たちの2002年最も印象に残ったオンラインソフト」においても「オープニングのイラストやゲーム中の『アクジ』のデザインやBGMなど、どこをとっても秀逸」な作品としてあげられており、「登場するモンスターやトラップもバラエティに富んでおり、背景も次々と変化して飽きさせない」と評され、「市販のゲームにひけをとらないどころか、むしろ凌駕しているくらい」ともされている。
ふりーむのレビュー記事では、「独特のグラフィックや音楽によって全体的に可愛らしく仕上げられている」と評されており、「効果音やゲームバランスなどの演出面がよく考えられていて、初心者でも十分楽しむことができる」とされている。